# Wilhelm Cuno
Wilhelm Carl Josef Cuno [kúno] (2. července 1876, Suhl – 3. ledna 1933, Aumühle) byl německý politik období Výmarské republiky, v letech 1922–1923 působil jako říšský kancléř.

## Život
Vystudoval práva v Berlíně a Heidelberku. V roce 1907 byl zaměstnán na ministerstvu říšského pokladu. Během 1. světové války působil na oddělení dodávek potravin pro německé vojáky, služby však zanechal a v roce 1917 se nechal zaměstnat u lodní společnosti HAPAG (Hamburg Amerikanische Packetfahrt Actien Gesellschaft). V prosinci 1918 byl ve společnosti povýšen na generálního ředitele.
Jako ekonomický odborník se Cuno zúčastnil poválečných jednání o válečných reparacích. Významnost jeho pozice ve vedení HAPAGu vykrystalizovala poté, kdy se tato společnost stala výhradním lodním přepravcem zboží mezí tehdejší Německou říší a USA. Cuno tak neformálně zastupoval zájmy říšské vlády v zahraničí, mnohokrát však odmítl návrh přijmout pozici říšského ministra zahraničí. Souhlasil však, že sestaví vládní kabinet po rezignaci Josepha Wirtha v úřadu kancléře. Do tohoto úřadu byl jmenován 22. listopadu 1922.

### Vláda
Jeho vláda sestávala především z bezpartijních ekonomů a členů DVP, DDP, Centra a BVP. Kabinet je znám pro svůj pasivní odpor k francouzské okupaci Porúří a též za ne příliš rozumné řešení tehdejších ekonomických problémů. Aby došlo ke snížení státního dluhu v důsledku placení válečných reparací, nechala vláda natisknout velké množství peněz, což vedlo k hyperinflaci, která vyústila roku 1923 a dosáhla 32 400 %. Po pádu vlády Cuno odešel z politiky a vrátil se zpět do vedení HAPAGu.